# Pere Marsinyach i Torrico
Pere Marsinyach Torrico (Cardona, 11 d'agost de 1995) és un patinador artístic, dos cops campió del món júnior en modalitat combinada en els Campionats Mundials de Taipei del 2013 i Reus del 2014 i bronze en la modalitat lliure el 2013. En categoria absoluta ha estat subcampió europeu l'any 2016 a Friburg i campió absolut l'any següent (2017) a Roana (Itàlia).
La seva infància i adolescència han estat lligades al Club de Patinatge del Foment Cardoní. El març de 2019 va ser escollit millor esportista masculí del 2018 en la Gala del Patinatge Català.

## Premis i guardons
- Campió d'Espanya infantil (Vigo, 2007)[8]
- Campió d'Espanya juvenil (Santander, 2012)[9]
- Bronze al campionat del món en estil lliure (Taipei 2013)[10][11]
- Plata al campionat del món en estil lliure (Reus 2014)[11]
- 2 vegades medalla d'Or al campionat del món junior en combinada (Taipei 2013,[10] Reus 2014)[2][12]
- Campió d'Europa en combinada, i subcampió en lliure[13](Roccarasso[14] 2014)
- Campió provincial de Barcelona, categoria junior (Barcelona 2014)[15]
- 6è al Mundial de Cali en categoria Sènior (Cali 2015)[16]
- Subcampió d'Europa absolut (Friburg 2016)[3]
- Campió d'Europa absolut (Roana 2017)[17]
- Subcampió del món (La Vendée 2018)[18]
- Subcampió del món (Barcelona 2019)[18]